# Synallaxis hypochondriaca
El curutié grande (Synallaxis hypochondriaca), también denominado pijuí mayor o cola-espina grande (en Perú) es una especie de ave paseriforme de la familia Furnariidae, perteneciente al numeroso género Synallaxis. Es endémica de los Andes peruanos.

## Distribución y hábitat
Se distribuye en una restringida zona del centro norte de Perú en el alto valle del río Marañón (sur de Cajamarca, extremo suroeste de Amazonas, La Libertad, norte de Áncash).
Esta especie es considerada rara y local en su hábitat natural: los matorrales montanos secos y bosques bajos con árboles de Acacia, entre los 2150 y los 2800 m de altitud.

## Descripción
Mide entre 17 y 19 cm de longitud y pesa entre 23 y 26 g. Es un pijuí grande, de larga cola, con un gran pico, patrón facial distintivo y prominentes marcas pectorales. Exhibe una lista superciliar ancha y blanca que se extiende hasta los lados de la frente. El lorum y los auriculares son morenos, volviéndose estriados hacia el pescuezo. La corona es pardo apagado (con tenues estrías pardo amarillentas en el centro de la frente) volviéndose más pálido a lo largo del dorso y la rabadilla, las cobertoras de la cola superior son pardo grisáceas. Las cobertoras medianas y menores son rufas, con cobertoras grandes más pardas, y cobertoras primarias morenas o negruzcas. Las remiges son morenas con márgenes leonadas. La larga cola pardo oscuro es graduada con 12 rectrices, con astiles ligeramente rígidos. La garganta es blanca, con el área malar teñida de crema. el pecho es blanco con notorio estriado gris pardo, que se vuelve más prominente hacia los flancos. No hay dimorfismo sexual. Los juveniles son menos estriados por abajo con la mandíbula inferior rosácea. El iris es castaño a pardo rojizo. El maxilar es negro azulado con la punta oscura y la mandíbula negra a pardo oscuro. Las patas y dedos son gris azulado.

## Estado de conservación
El curutié grande ha sido calificado como  vulnerable por la Unión Internacional para la Conservación de la Naturaleza (IUCN) debido a que en su limitada zona de distribución y pocas localidades donde ocurre se cree que su hábitat está en decadencia. La población total, considerada en reducción, está estimada en 10 000 a 20 000 individuos.

### Amenazas
Es muy posible que el hábitat de esta especie esté sobre presión. La cuenca del Marañón ha estado cultivada por mucho tiempo y el hábitat en el valle se ha deteriorado progresivamente. Se extienden los cultivos para aceite de palma, la ganadería y la explotación forestal, todos serias amenazas al hábitat remanente, con la extracción de petróleo como problema potencial futuro.

### Acciones de conservación
No se conocen.

## Comportamiento
Usualmente es encontrado solitario, en pareja o en pequeños grupos familiares. Estos grupos usan hasta 3 o 4 nidos antiguos como dormitorio y probablemente marcación de territorio, pero no está claro cuantos nidos el territorio puede soportar y cuales los efectos de estos nidos en la predación.

### Alimentación
Son insectívoros. Buscan artrópodos en el follaje denso o ramas menores, usualmente a un a dos metros del suelo, adonde raramente descienden para forrajear.

### Reproducción
Los nidos son grandes y notorias estructuras espinosas hechas de palitos que recuerdan las de los Phacellodomus. Son de forma globular o esférica con el agujero de entrada en la lateral del nido, o algunas veces cerca de la base. Una segunda sección sin forma particular es parcialmente entretejida cerca del topo de cada nido, pero se desconoce la función de esta segunda sección. Observaciones de grupos familiares sugieren que los juveniles puedan ayudar en el cuidado de la próxima nidada.

### Vocalización
El canto, usualmente realizado como parte de un dúo o grupo familiar, es un sonoro y rápido cotorreo que acelera y desacelera, de notas «tzk» que suben y bajan, intercaladas con notas nasales «diu». Los llamados incluyen un metálico «chi-chi» o un más largo «tu-ter-chi-chi-chi».

## Sistemática

### Descripción original
La especie S. hypochondriaca fue descrita por primera vez por el zoólogo británico Osbert Salvin en 1895 bajo el nombre científico Siptornis hypochondriacus; la localidad tipo es «Malca y Cajabamba, Cajamarca, Perú».

### Etimología
El nombre genérico femenino «Synallaxis» puede derivar del griego «συναλλαξις sunallaxis, συναλλαξεως sunallaxeōs»: intercambio; tal vez porque el creador del género, Vieillot, pensó que dos ejemplares de características semejantes del género podrían ser macho y hembra de la misma especie, o entonces, en alusión a las características diferentes que garantizan la separación genérica; una acepción diferente sería que deriva del nombre griego «Synalasis», una de las ninfas griegas Ionides. El nombre de la especie «hypochondriaca», proviene del griego «ὑποχονδριακος hupokhondriakos»: del abdomen.

### Taxonomía
La especie S. hypochondriaca fue movida del género monotípico Siptornopsis a Synallaxis  siguiendo a los estudios genético-moleculares de Derryberry et al. (2011), confirmados por Claramunt (2014), lo que fue aprobado en la Propuesta N° 529 al Comité de Clasificación de Sudamérica (SACC), y el nombre científico cambiado de Siptornopsis hypochondriaca al presente.
Se sugiere un parentesco próximo con el par formado por Synallaxis stictothorax y S. zimmeri debido al patrón de plumaje y la biogeografía. Es monotípica.